# Wereldbeker schaatsen 2008/2009 - Wereldbeker 4 - 2e 500 meter mannen
De zesde van 13 wedstrijden voor de wereldbeker schaatsen 500 meter werd gehouden op 7 december 2008 in Changchun.

## Uitslag A-divisie
| rang   | schaatser           | tijd  | punten |
| ------ | ------------------- | ----- | ------ |
| Goud   | Dmitri Lobkov       | 35,07 | 100    |
| Zilver | Yu Fengtong         | 35,09 | 80     |
| Brons  | Keiichiro Nagashima | 35,20 | 70     |
| 4      | Joji Kato           | 35,21 | 60     |
| 5      | Mika Poutala        | 35,29 | 50     |
| 6      | Lee Kyou-hyuk       | 35,35 | 45     |
| 7      | Lee Kang-seok       | 35,37 | 40     |
| 8      | Yuya Oikawa         | 35,51 | 36     |
| 9      | Zhang Zhongqi       | 35,55 | 32     |
| 10     | Mun Joon            | 35,58 | 28     |
| 11     | Mark Tuitert        | 35,67 | 24     |
| 12     | Shani Davis         | 35,73 | 21     |
| 13     | Simon Kuipers       | 35,74 | 18     |
| 14     | Stefan Groothuis    | 35,76 | 16     |
| 15     | Jan Smeekens        | 35,80 | 14     |
| 16     | Mo Tae-Bum          | 35,87 | 12     |
| 17     | Muncef Ouardi       | 36,05 | 10     |
| 18     | Lee Ki-Ho           | 36,06 | 8      |
| 19     | Pasi Koskela        | 36,95 | 6      |

## Loting
| rit | binnenbaan          | buitenbaan       |
| --- | ------------------- | ---------------- |
| 1   |                     | Pasi Koskela     |
| 2   | Dmitri Lobkov       | Muncef Ouardi    |
| 3   | Mun Joon            | Stefan Groothuis |
| 4   | Shani Davis         | Jan Smeekens     |
| 5   | Lee Ki-Ho           | Lee Kang-seok    |
| 6   | Mo Tae-Bum          | Mark Tuitert     |
| 7   | Zhang Zhongqi       | Joji Kato        |
| 8   | Yuya Oikawa         | Mika Poutala     |
| 9   | Lee Kyou-hyuk       | Simon Kuipers    |
| 10  | Keiichiro Nagashima | Yu Fengtong      |

## Top 10 B-divisie
| rang | schaatser                | tijd  | punten |
| ---- | ------------------------ | ----- | ------ |
| 1    | Tadashi Obara            | 35,53 | 25     |
| 2    | Fangyi Liu               | 35,67 | 19     |
| 3    | Jamie Gregg              | 36,07 | 15     |
| 4    | Yaolin Zhang             | 36,17 | 11     |
| 5    | Kyle Parrott             | 36,26 | 8      |
| 6    | Sergey Chadayev          | 36,34 | 6      |
| 7    | François Olivier Roberge | 36,35 | 4      |
| 8    | Denny Morrison           | 36,48 | 2      |
| 9    | Aleksandr Lebedev        | 36,51 | 1      |
| 10   | Minghao Nan              | 36,58 | 0      |